# 古墓丽影III：劳拉的冒险
《古墓丽影III：劳拉的冒险》（中国大陆官方译为）是一款由Core Design制作、Eidos Interactive在Windows和PlayStation等多个平台发行的动作冒险游戏，古墓丽影系列第三款游戏。臺灣由第三波資訊代理Windows版發售。
本作的剧情紧接着《古墓丽影II》。
本游戏收到正面评价。GameRankings给予本游戏PC版本72.89%的分数。
(PC) 72.89%

## 劇情
有一顆太空隕石擊向地球，隕石的強大力量裂解成四件寶物，並散落到世界各地，傳說中只要取得了這四件寶物就能掌握這股強大力量，這麼千載難逢的機會，寶物獵人自然是不能放過......